# Uberto Decembrio
Uberto Decembrio, původně Hubert, latinsky Obertus, někdy též Umberto, (1350 Vigevano – 1427 Treviglio) byl italský humanista, politik a spisovatel. V roce 1399 navštívil Prahu a podal o tom podrobnou zprávu.

## Život

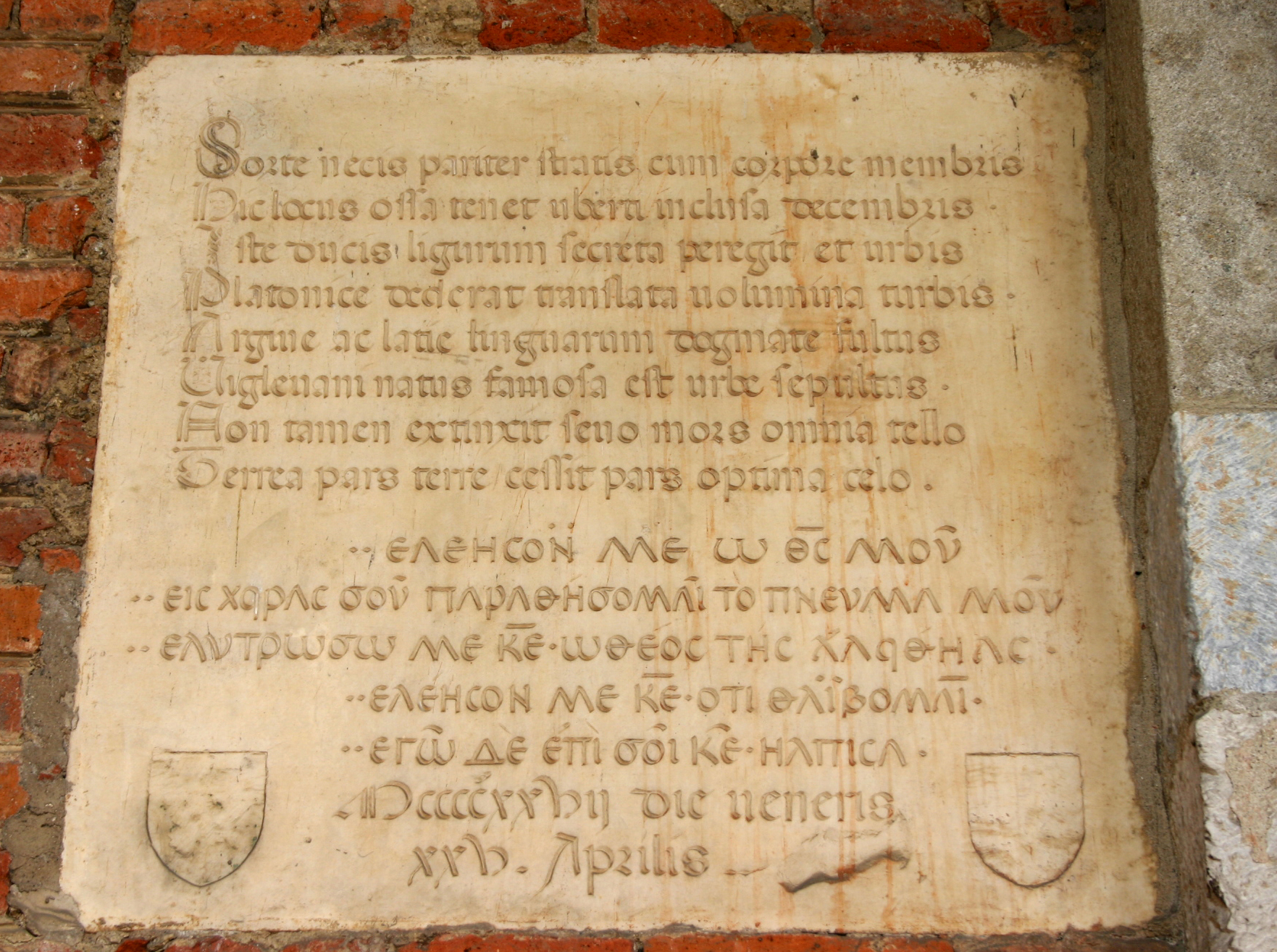
Decembriův náhrobek.

Byl tajemník budoucího papeže Alexandra V. V letech 1422 až 1427 byl starostou města Treviglio. Byl vévodským kancléřem.
Byl autor různých politických projevů (De Adventu Martini V pontificis, 1418), ale jeho hlavní práce byla De Republica (1422), ve kterém jako věrný služebník Filippo Maria Viscontiho popisoval převahu nad republikou. Decembrio zdůraznil roli osobnosti: v politických rozhodnutích je důležitý spravedlivý a ctnostný člověk, který je schopen si vybrat výborné spolupracovníky.

## Rodina
Měl 2 význačné syny:
- Pier Candido Decembrio (1399–1477)
- Angelo Decembrio (1415–1467)

## Citáty
| „      | Co učinil Augustus pro Řím, učinil Karel IV. pro hlavní město Čech. | “ |
| — 1399 |                                                                     |   |

| „      | Jednou do týdne, totiž v sobotu, muži a ženy společně se koupají, a, což se mi venkoncem věcí neslušnou a barbarskou zdálo, před zraky všech nahotu svou zjevovati se neostýchají, na veřejnosti s obnaženým přirozením chodíce, vyjma nečetných z nich, kteří si přiloženým listem hanbu svou zakrývají. | “ |
| — 1399 | |   |